# Coxicerberus insularis
Coxicerberus insularis is een pissebed uit de familie Microcerberidae. De wetenschappelijke naam van de soort is voor het eerst geldig gepubliceerd in 1992 door Vonk & Wagner.